# إلينا لاندازوري
ماريا إلينا لاندازوري غيل (بالانجليزية: María Elena Landázuri Gil) (30 ديسمبر عام 1888 - 10 ديسمبر عام 1970)، معلمة وموسيقية وناشطة في مجال حقوق المرأة. ولدت في عائلة من الطبقة الأرستقراطية ونشأت في مكسيكو سيتي. بعد التحاقها بالمعهد الوطني للموسيقى، حصلت على شهادة في الموسيقى من الجامعة الوطنية المستقلة (يو إن إيه إم) ومن ثم بدأت العمل كمدرسة هناك. في عام 1915، كتبت نصًا شعريًا لأوبرا دوس أموريس (حُبّان) والتي ألفها رافائيل غيه تيلو. يُعد هذا أول نص معروف لامرأة مكسيكية وتم عرضه لأول مرة في غضون عام. عندما تم إطلاق برنامج التبادل الثقافي بين المكسيك والولايات المتحدة في عام 1918، التحقت لاندازوري بدورات علم الاجتماع في جامعة شيكاغو. أثناء وجودها في شيكاغو، عملت مع العديد من حركات الاستيطان الإصلاحية، ومن خلال هذا العمل تعرفت على نساء نسويات أصبحن صديقاتها فيما بعد من بينهن غريس أبوت وجين آدمز وماري ماكدويل. انضمت إلى المجلس النسائي المكسيكي (المجلس النسوي للمكسيك) ومثلت المجلس في مؤتمر فيينا عام 1921 وأيضًا مؤتمر واشنطن لعام 1924 للرابطة النسائية الدولية للسلام والحرية. عملت كمترجمة لمؤتمر المرأة لعموم أمريكا في عام 1922 الذي عُقد في بالتيمور بولاية ماريلاند ونظمت بالتعاون مع إلينا توريس مؤتمر المرأة لعموم أمريكا عام 1923 في مكسيكو سيتي.
تخرجت لاندازوري بحصولها على شهادة في الفلسفة من جامعة شيكاغو في عام 1923 وعادت إلى مكسيكو سيتي للعمل مع كارولين دوفال سميث، المستشارة الأمريكية لجمعية الشابات المسيحية، وهي أول منظمة مكسيكية لجمعية الشابات المسيحيات (واي دبليو سي إيه). شغلت منصب أمين عام المنظمة حتى عام 1924 بعد أن استقالت بسبب قضايا السياسة وعدم تركيز المنظمة على حقوق المرأة. من عام 1924 حتى عام 1932، عملت في المجلس التنفيذي لمنظمة (دبليو آي إل بي إف) الدولية. انتقلت لاحقًا للعمل لدى أمانة التعليم العام في المكسيك وهناك شاركت في حملة محو الأمية التي نظمها خوسيه فاسكونسيلوس. ساعدت أيضًا في إنشاء مدرسة للسكان الأصليين في ولاية هيدالغو ومثلت الحكومة في المؤتمر العالمي الأول للمعلمين وعملت مع إلينا توريس لتوعية السلطات بالمشاكل التي تواجه المعلمين في الأرياف. بالإضافة إلى ذلك، عملت لاندازوري كمساعدة باحثة لعلماء الأنثروبولوجيا مثل مانويل غاميو وغريتا ردفيلد وروبرت ردفيلد، الذين كانوا يدرسون التطور الثقافي للمكسيك في فترة التحديث ما بعد الثورة.
أجرت لاندازوري أبحاثها الخاصة لدراسة التطورات الاجتماعية في ثلاثينيات القرن العشرين وانتقلت من التعليم إلى العمل الاجتماعي. أصبحت رئيسة دائرة صحة الأطفال لدى وزارة الصحة وطورت هيئة تمريض منزلية لمراقبة صحة الأمهات والأطفال. في أربعينيات القرن العشرين، ترأست مكتبة السجلات الطبية في مستشفى إنفانتيل دي مكسيكو (مستشفى الرضع في المكسيك). توفيت في مكسيكو سيتي عام 1970 ليتم نسيانها حتى القرن الحادي والعشرين حين تمت إعادة إحياء ذكراها.

## مهنتها

### نشاطها
نتيجة قلقها بشأن المهاجرين المكسيكيين في أثناء وجودها في شيكاغو، تطوعت لاندازوري للعمل في هول هاوس، وهو دار استيطاني يقدم الخدمات الاجتماعية للفقراء والمهاجرين. أثر عملها هناك، إلى جانب علاقتها الشخصية مع جين آدمز، على قرارها اللاحق بأن تصبح أخصائية اجتماعية. في ذلك الوقت، أشارت الصحافة بشكل متكرر إلى لاندازوري باسم «جين آدمز المكسيكية». عملت أيضًا مع المُصلحة الاجتماعية ماري ماكدويل في دار التسوية الجامعية وكانت مساعدة شخصية للأخصائية الاجتماعية غريس أبوت. عملت لاندازوري كمندوبة رسمية للمجلس النسائي المكسيكي (المجلس النسوي للمكسيك) في مؤتمر فيينا لعام 1921 للرابطة النسائية الدولية للسلام والحرية (دبليو آي إل بي إف)، للتحدث باسم النسويات المكسيكيات في 15 يوليو. في مؤتمر المرأة لعموم أمريكا عام 1922 الذي عُقد في بالتيمور بولاية ماريلاند، عملت بالتعاون مع الكاتبة أنتونيتا ريفاس ميركادو في الترجمة. في العام التالي، نظمت لاندازوري إلى جانب الناشطة في مجال حقوق المرأة، إلينا توريس، مؤتمر المرأة لعموم أمريكا في مكسيكو سيتي. شارك نحو مائة مندوب في أنشطة شملت محاضرات ومناقشات متعلقة بقضايا المرأة، بما في ذلك تعاطي الكحول ورعاية الطفل والتعليم والعمالة ورعاية المنزل والهجرة والاتجار وحق التصويت. بالإضافة إلى ذلك، أسفرت المناقشة عن قرار بالتوصية بنزع السلاح والتوجيه بشأن السلام بدلًا من الحرب من أجل ترسيخ إحساس الأممية.
ذهبت كارولين دوفال سميث، مستشارة من جمعية الشابات المسيحية الأمريكية، إلى مكسيكو سيتي في عام 1922 لتأسيس أول فرع للمنظمة هناك. في ذلك الوقت، أثيرت الشكوك فيما يتعلق بالتدخل الأمريكي في المكسيك. وعلاوةً على ذلك، كانت قد قامت الحكومة المكسيكية مؤخرًا بعلمنة البلاد، إذ أزالت الامتيازات السابقة للكنيسة الكاثوليكية وتأثيراتها على التعليم. أرادت سميث العثور على امرأة محلية لقيادة جمعية الشابات المسيحية المكسيكية وإقناع كل من النساء الكاثوليكيات والبروتستانتيات بالاتحاد والعمل معًا لحل المشكلات الاجتماعية والاقتصادية التي تواجه العائلات. قررت سميث تعيين لاندازوري كأول مسؤول تنفيذي لجمعية الشابات المسيحيات وأرجأت تأسيسها حتى تعود لاندازوري إلى المكسيك. تأسست الجمعية المسيحية النسائية رسميًا في المكسيك في عام 1923، وأصبحت لاندازوري الأمين العام لها.
من خلال العمل مع سميث، أنشأت لاندازوري مركز مذركرافت لتدريس طلاب التعليم الثانوي والعالي والأمهات الفقيرات حول كيفية رعاية أطفالهن. كان المركز مزودًا بكادر من الطبيبات وطالبات الطب إلى جانب متطوعين مساعدين من جمعية الشابات المسيحيات. تمثل هدف المركز في توفير الخدمات الطبية التي يحتاجها الفقراء مع توعية المتطوعين في الوقت نفسه بأهمية خدمة المجتمع المحلي. أصرت إدارة المركز على وزارة التعليم للسماح لهم بإنشاء نوادي للفتيات لتعليم قيم المواطنة الصالحة. على الرغم من نجاحها، استقالت لاندازوري في غضون ستة أشهر بسبب إحباطها من تركيز المنظمة على توظيف النساء المهنيات وعدم اتخاذ إجراءات بشأن قضايا حقوق المرأة. أصبحت لاندازوري عضوًا في لجنة بعثات السلام التابعة للمجلس التنفيذي للرابطة في عام 1924 أثناء حضورها مؤتمر (دبليو آي إل بي إف) في واشنطن العاصمة، حيث عملت في المجلس التنفيذي حتى عام 1932. في عام 1936، عُدت واحدة من المتحدثات المميزات في مؤتمر عُقد برعاية الجمعية الكاثوليكية للسلام الدولي في سان أنطونيو، تكساس.